# سرتوميلكه غلام (مقاطعة إسلام آباد غرب)
سرتوميلكه‌غلام (بالفارسية: سرتومیلکه‌غلام) هي قرية تقع في قسم حومة الجنوبي الريفي (مقاطعة إسلام آباد غرب) في إيران.